# Punelė
Punelė je potok v Litvě, v okrese Alytus. Vytéká z jezírka, které leží 1 km na jihozápad od vsi Bazorai. Klikatí se zpočátku převážně směrem severním, na dolním toku od vsi Karvelninkai převážně směrem západním. Ústí na západním okraji bývalého města (nyní jen obce) Punia u piliakalnisu Punios piliakalnis, kde do 25. února 1336 stál slavný hrad Pilėnų pilis do meandru řeky Němen 343,5 km od jeho ústí jako jeho pravý přítok.

## Přítoky

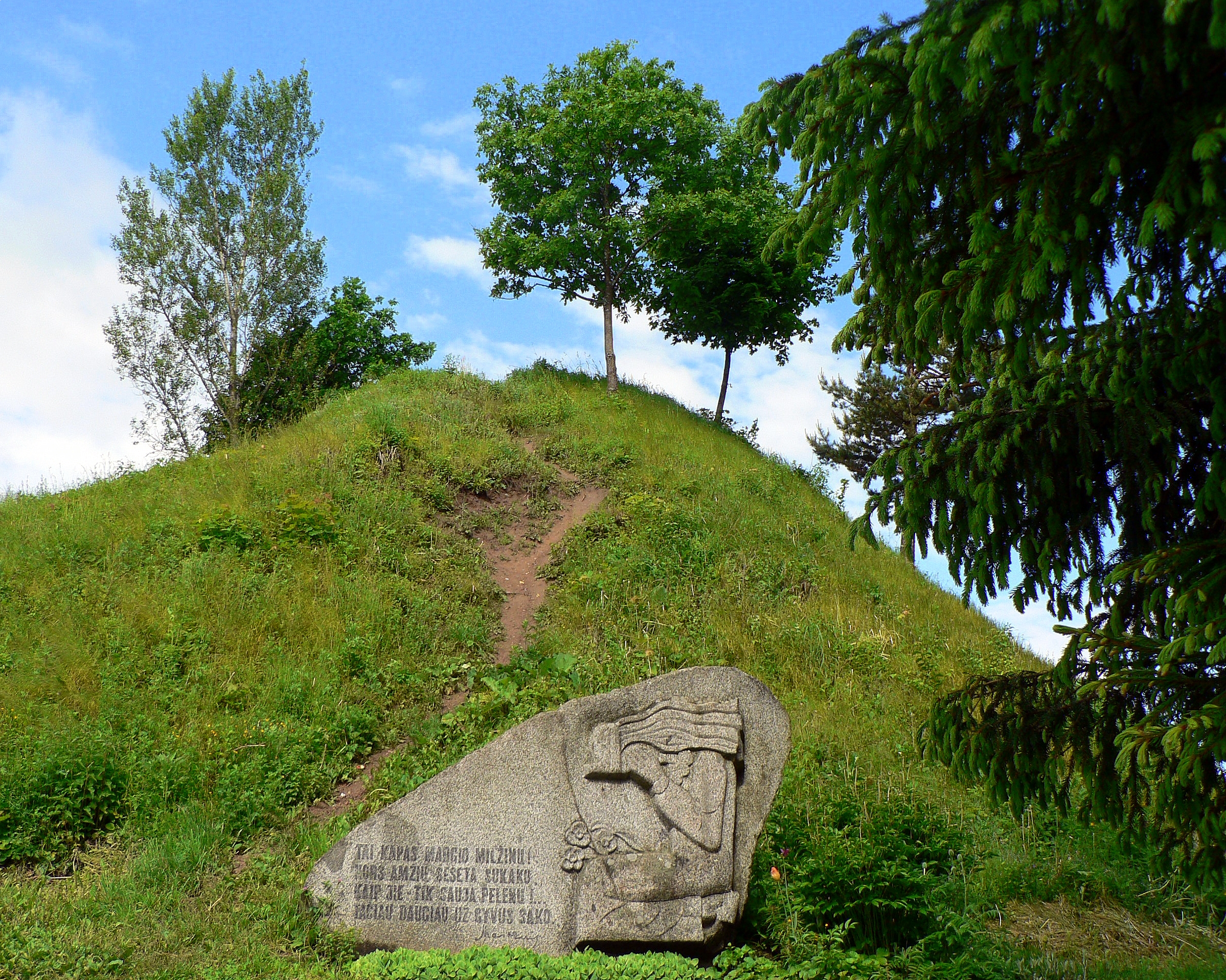
Na soutoku Němenu a Punelė stál slavný hrad Pilėnų pilis (památník obyvatelům, kteří místo vzdání se raději volili smrt (1336)

Levé:
| Hydrologické pořadí | Řeka         | Délka (km) | Povodí (km²) | Vzdálenost od ústí (km) | Ústí kde     | Koordináty ústí |
| ------------------- | ------------ | ---------- | ------------ | ----------------------- | ------------ | --------------- |
| 10010784            | Karvelninkas | 3,2        | 3,8          | 3,4                     | Karvelninkai |                 |

Pravé:
| Hydrologické pořadí | Řeka            | Délka (km) | Povodí (km²) | Vzdálenost od ústí (km) | Ústí kde     | Koordináty ústí |
| ------------------- | --------------- | ---------- | ------------ | ----------------------- | ------------ | --------------- |
| 10010781            | P - 2           | 6,5        | 9,1          | 12,5                    | Taučionys    |                 |
| 10010782            | Akilna          | 8,0        | 11,1         | 9,9                     | Adamonys     |                 |
|                     | Ežerėlio upelis | ~1,1       |              | ~6,5                    | Kružiūnai    |                 |
| 10010783            | Bagdonupis      | 1,5        | 2,4          | 6,3                     | Karvelninkai |                 |